# Kathedrale von Chiavari

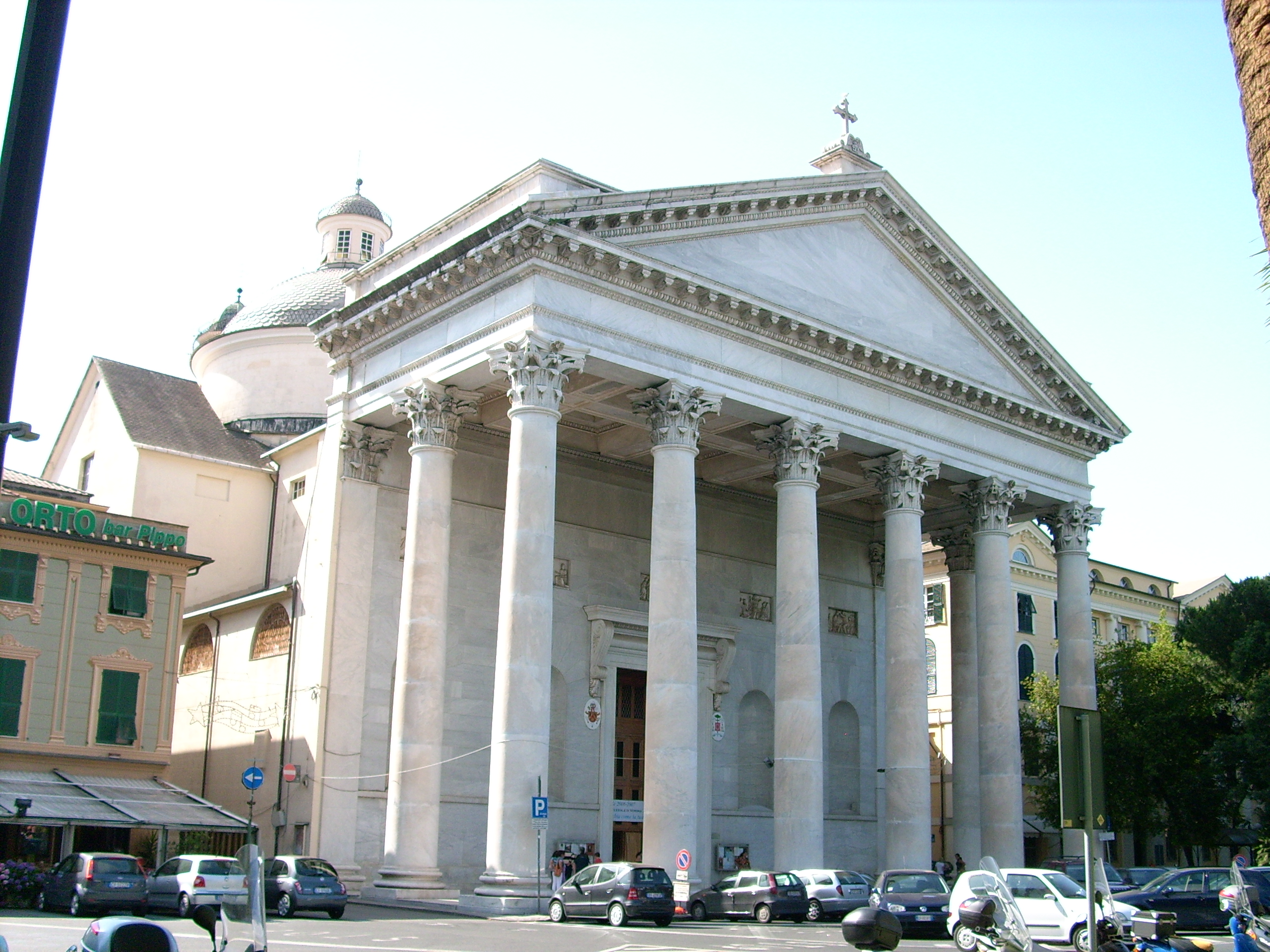
Kathedrale von Chiavari

Die Kathedrale von Chiavari oder die Cattedrale di Nostra Signora dell’Orto (deutsch Kathedrale Unserer Lieben Frau des Gartens) ist eine Kirche in Chiavari im italienischen Ligurien. Die Kathedrale des gleichnamigen Bistums ist ein Marienheiligtum und hat den Rang einer Basilica minor. Die barocke Kirche vom Anfang des 17. Jahrhunderts wurde im 19. Jahrhundert erweitert und erhielt einen klassizistischen Vorbau.

## Geschichte
Die Kirche wurde am Ort der Marienerscheinung am 2. Juli 1610 in der Gegend der ehemaligen Gärten geplant, daher der Name Madonna dell’Orto. Am Ort der wundersamen Erscheinung gab es bereits einen Pylon, der die Madonna mit den Heiligen Sebastian und Rochus darstellt. Dieser war von den Einwohnern Chiavaresis errichtet worden, um die Pest abzuwehren, die die Zitadelle 1493 und 1528 heimsuchte.
Die Grundsteinlegung der Kirche erfolgte am 1. Juli 1613. Die Bauarbeiten wurden zuerst von der Bürgerschaft finanziert und ab 1628 durch die Unbeschuhten Karmeliten, die den Bau 1633 fertigstellten. Sie fügten dann ein Kloster an und betreuten das Gebäude. Die Karmeliten mussten die Kirche 1797 wegen der Auflösung der religiösen Orden durch Napoleon Bonaparte bei der Ausrufung der Ligurischen Republik verlassen. Im Jahr 1892 wurde das Marienheiligtum nach der Errichtung der neuen Bistums Chiavari von Papst Leo XIII. zur Kathedrale erhoben. Zwei Jahre danach wurde sie 1894 von dem ersten Bischof von Chiavari, Fortunato Vinelli, geweiht.
Die Kirche erfuhr im 19. Jahrhundert erhebliche architektonische Veränderungen, wie z. B. den Bau der drei Kirchenschiffe, der mächtigen Vorhalle und neuer Fresken im Inneren. Das angrenzende Kloster wurde als heutige Diözesanbibliothek und Sitz einer religiösen Schule genutzt. Am 27. November 1904 erhob Papst Leo XIII. die Kathedrale in den Rang einer Basilica minor. Die erneute Kirchweihe der erweiterten Kathedrale fand am 3. Juli 1907 statt.

## Architektur

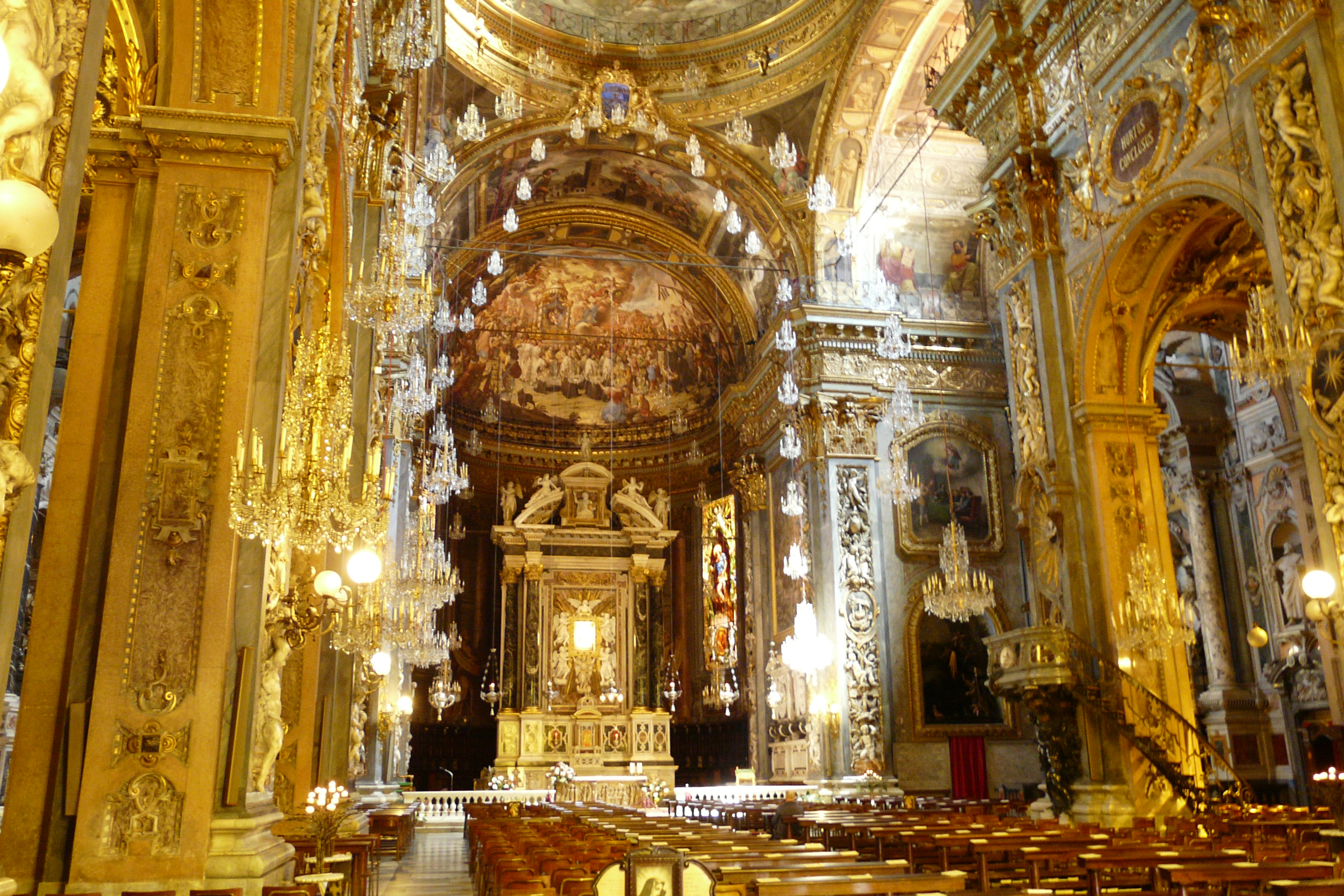
Innenraum

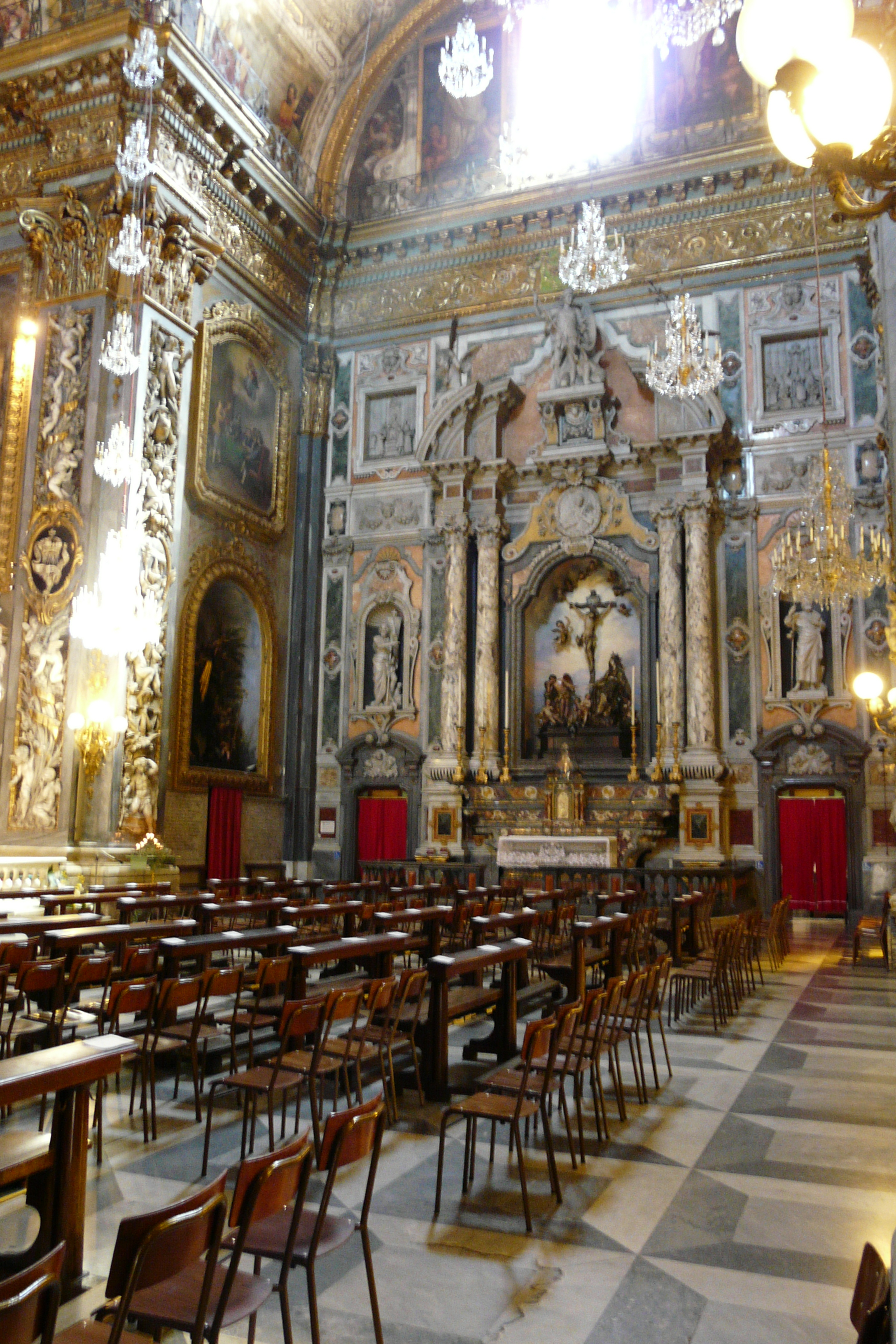
Seitenaltar

Vor der Giebelfassade der Kathedrale erhebt sich im klassizistischen Stil eine Vorhalle aus weißem Marmor in Form eines hexastyligen Pronaos, die von acht glatten korinthischen Säulen getragen wird, davon sechs in der vorderen Reihe. Sie wurde 1836 vom modenesischen Architekten Luigi Poletti entworfen und konstruiert, inspiriert vom Pantheon von Rom. Die Bauarbeiten dauerten von 1841 bis 1907. Die Fassade wurde 1938 durch die Einfügung von fünf Basrelief-Marmorplatten vervollständigt, die Episoden aus dem Leben der Jungfrau Maria darstellen; sie wurden vom Bildhauer Rodolfo Castagnino nach einem Entwurf des Architekten Luigi Daneri ausgeführt.
Das Innere der Basilika hat den Grundriss eines lateinischen Kreuzes und ist durch zwei Reihen von Rundbögen, die auf quadratischen Säulen ruhen, in drei Schiffe unterteilt. Am Querschiff erhebt sich die Vierungskuppel, sie ist im typisch ligurischen Stil mit einer Laterne an der Spitze ausgeführt. Der Campanile steht im Bereich der Apsis und trägt ein Geläut mit acht Glocken in H-Dur, die von der Mailänder Gießerei der Brüder Barigozzi gegossen wurden, mit Ausnahme der kleineren, die von der Filippi-Gießerei in Chiari gegossen wurde.

## Ausstattung
Der Innenraum ist reich dekoriert und ausgestattet. Der Hochaltar von 1627 ist ein Werk des Architekten Ferrandino, sein Altarbild wurde von Benedetto Borzone gefertigt. Das Chorgestühl aus dem 17. Jahrhundert stammt aus der nahe gelegenen Kirche San Francesco. Der Bildhauer Anton Maria Maragliano schnitzte Figurengruppen.
Zu den wertvollen erhaltenen Fresken gehört im Gewölbe die Darstellung der Marienerscheinung aus dem Jahr 1610 mit der alten Zitadelle von Chiavari im Hintergrund, gemalt 1805 von Carlo Baratta. Andere Fresken stammen von Francesco Gandolfi aus dem Jahr 1868, weiterhin Gemälde von Giovanni Coppola aus der gleichen Zeit. Die Kanzel, der Marmor und die Stuckaturen der drei Schiffe stammen von Ludovico Pogliaghi, der sie zwischen 1909 und 1910 ausgemalt hat. Die beiden großen Fenster in der Apsis, die den hl. Sebastian und den hl. Rochus darstellen, wurden 1928 nach Zeichnungen von Pogliaghi von Costante Panigati angefertigt.
Die Orgel der Kathedrale wurde 1969 von den Brüdern Marin gebaut. Elektrisch übertragen verfügt sie über drei Orgelkörper: einen in der Apsis, verborgen durch den Hochaltar, einen zweiten in der Kuppel und einen dritten in der Gegenfassade über dem zentralen Portal. Das Instrument wird mit drei Manualen bespielt.